# Сизов, Николай Трофимович
Николай Трофимович Сизов (4 (17) августа 1916, дер. Большая Молябуха, ныне Верхнеландеховский район Ивановской области — 16 января 1996, Москва) — советский организатор кинопроизводства, писатель.

## Биография
Родился 4 (17) августа 1916 года в деревне Большая Молябуха Владимирской губернии. Юность прошла в селе Пестяки. Переехав в Москву, работал на строительстве 1-го Государственного подшипникового завода.
В 1940 году вступил в ВКП(б), стал комсомольским организатором Московского городского комитета ВЛКСМ на строительстве Московского завода малолитражных автомобилей.
В 1941—1949 годах — секретарь Московского областного комитета ВЛКСМ по военной работе. Участвовал в организации партизанского движения в Подмосковье.
В 1949—1950 годах — заведующий отделом ЦК ВЛКСМ.
В 1950 году окончил исторический факультет Московского педагогического института имени Н. К. Крупской.
В 1950—1953 годах — 1-й секретарь Московского областного комитета ВЛКСМ, 1-й секретарь Московского городского комитета ВЛКСМ, член Бюро ЦК ВЛКСМ.
В 1962—1965 годах — начальник Управления внутренних дел — охраны общественного порядка исполкома Мосгорсовета, комиссар милиции 3-го ранга.
В 1965—1970 годах — заместитель председателя Мосгорисполкома. Отвечал за органы внутренних дел и культуру.
Член Союза писателей СССР с 1970 года.
С 1970 года — заместитель председателя Комитета по кинематографии при Совете Министров СССР, с 1984 года — 1-й заместитель председателя Государственного комитета СССР по кинематографии (Госкино СССР).
В 1971—1986 годах — генеральный директор киностудии «Мосфильм».
Умер 16 января 1996 года в Москве. Похоронен на Новодевичьем кладбище (Колумбарий, стена напротив 10-го участка).

## Семья
Жена — Лидия Петровна Быковцева (1919—2010), с 1975 по 2001 год директор Музея М. Горького.

## Награды
- орден Красной Звезды (27.02.1942)
- орден Ленина (28.10.1948)
- орден Трудового Красного Знамени (12.04.1974)
- орден Дружбы народов (14.11.1980) — за большую работу по подготовке и проведению Игр XXII Олимпиады[4]
- орден Отечественной войны II степени (11.03.1985)
- орден Октябрьской Революции (22.08.1986)
- медаль «За оборону Москвы»
- медаль «За победу над Германией в Великой Отечественной войне 1941—1945 гг.»
- медаль «Партизану Отечественной войны» I степени

## Избранная библиография
- Молодежь в борьбе за уголь / Н. Сизов. — [Москва]: Изд. и тип. изд-ва «Моск. рабочий», 1947. — 76 с. : ил.; 17 см. — (Б-чка шахтера).
- В борьбе за производственный план: [Производ.-массовая работа комсомола] / Н. Сизов. — [Москва]: Мол. гвардия, 1949 (тип. «Кр. знамя»). — 160 с.; 14 см.
- Мария Волкова: [Ткачиха Орехово-Зуев. хлопчатобумажного комбината] / Н. Сизов. — [Москва]: Мол. гвардия, 1949 (тип. «Кр. знамя»). — 128 с.; 14 см. — (Герои сталинской пятилетки).
- Maria Wołkowa / N. Sizow. — Warszawa : Książka i wiedza, 1950. — 67 с. : ил.; 21 см. — (Młodzież w służbie socjalizmu).
- Комсомольцы Подмосковья: (Из опыта работы комсомольских организаций укрупненных колхозов Подмосковья). — [Москва]: Мол. гвардия, 1951. — 94 с.; 20 см. — (Рассказы о хорошем опыте).
- В клубах и дворцах культуры: Из опыта работы культ.-просвет. учреждения Москвы. — [Москва]: Профиздат, 1954. — 136 с. : ил.; 20 см.
- Сердца беспокойные: Повесть / [Ил.: А. Каменский]. — [Москва]: Мол. гвардия, 1962. — 335 с.: ил.; 21 см.
- Улица Василия Петушкова. — Москва: Сов. Россия, 1964. — 64 с.; 14 см. — (Рассказы о красоте душевной).
- Трудные годы: Роман. — [Москва]: Сов. Россия, 1964. — 412 с.; 21 см.
- Стреляный воробей: Юмористич. рассказы / Рис. А. Крылова. — Москва: Правда, 1964. — 48 с. : ил.; 16 см. — (Б-ка «Крокодила» № 16 393).
- Сердца беспокойные; Арбат и Селенга : Повести. — Москва: Моск. рабочий, 1966. — 384 с.; 21 см.
- Наследники: Роман / [Ил.: Е. Шукаев]. — [Москва]: Мол. гвардия, 1969. — 543 с., 1 л. портр. : ил.; 17 см.
- У последней черты; [Пять писем и телеграмма]: Из цикла «Невыдуманные рассказы». — Москва: Правда, 1970. — 48 с.; 17 см. — (Б-ка «Огонек» № 22).
- Зрелость: Хроника трудных дней: В 9 карт. / Николай Сизов; Отв. ред. А. Антокольский. — Москва: ВУОАП, 1971. — 73 л.; 28 см.
- Наследники: [Роман]. — [Москва]: [Худож. лит.], 1971. — 127 с.; 26 см. — (Роман-газета; № 14 (684)).
- Конец «Золотой фирмы»: (Из цикла «Невыдум. рассказы»). — Москва: Правда, 1972. — 47 с.; 16 см. — (Б-ка «Огонек» № 14).
- Сердца беспокойные: Повесть. Наследники: Роман. — [Москва]: [Мол. гвардия], [1973]. — 575 с. : портр.; 20 см.
- Невыдуманные рассказы. - Переизд. — Москва: Моск. рабочий, 1973. — 380 с. : ил.; 21 см.
- Повести и рассказы / Николай Сизов. — Москва: Современник, 1976. — 479 с.; 20 см.
- Сердца беспокойные: Повесть. Наследники: Роман; Николай Сизов. — Москва: Мол. гвардия, 1977. — 558 с.; 21 см.
- Коралловая брошь: Рассказы. — Москва: Правда, 1977. — 48 с.; 16 см. — (Библиотека «Огонек» № 47).
- Конфликт в Приозерске: Повесть / Николай Сизов. — Москва: Сов. писатель, 1979. — 206 с. : портр.; 17 см.
- Избранное: Повести и рассказы / Николай Сизов; [Предисл. М. Алексеева]. — М.: Сов. писатель, 1982. — 575 с.: портр.; 22 см.
- Код «Шевро». – [Москва]: Мол. гвардия,  1987. — 414 с.
- Трудные годы: Роман / Николай Сизов. — М.: Современник, 1987. — 702,[2] с. : ил.; 22 см.
- Зачем мне этот миллион?: [Сборник] / Николай Сизов. — М.: Сов. Россия, 1988. — 267,[2] с.; 21 см.; ISBN 5-268-00522-7